# Distretto di Parinari
Il distretto di Parinari è uno dei cinque distretti della provincia di Loreto, in Perù. Si trova nella regione di Loreto e si estende su una superficie di 12.951,7 chilometri quadrati.
Istituito il 7 febbraio 1866, ha per capitale la città di Parinari.